# Jbel Saghro
El Jbel Saghro (árabe: جبل صغرو, bereber: ⴰⴷⵔⴰⵔ ⵏ ⵙⴰⵖⵔⵓ, Adrar Saghro), es un macizo montañoso del sur de Marruecos. Se encuentra al este del Anti-Atlas y a menos de 100 km al sur del Alto Atlas. Al noreste de la población de Taliouine y al suroeste de Uarzazat. Su mayor elevación se encuentra el pico Amalou n Mansour, de 2712 m.
El Jebel Saghro es una prolongación hacia el este de la cordillera del Anti-Atlas, separada de ella por el valle del río Draa. Hacia el norte de la cordillera se extiende el valle del Dades que lo separa del Alto Atlas.
Saghro en el idioma tamazight significa «sequía», un nombre adecuado considerando que el Jebel Saghro es la zona más seca de todo el sistema montañoso del Atlas. Al encontrarse en el lado interior no se beneficia de los vientos húmedos del océano Atlántico. La precipitación anual media es de solo 100 mm en la vertiente sur y 300 mm en las cumbres. El paisaje es muy árido de tipo lunar con mesetas, picos y vastos espacios de roca desnuda, siendo un área popular dentro del turismo de aventura.
La cumbre más alta con 2712 m de altura es el Amalou n'Mansour, ubicado en el sureste de la ciudad de Iknioun. Otros picos notables son Jbel Kouaouch de 2592 m de altura, el Jbel Afougal (2196 m) y Jbel Amlal (2447 m). La zona de Jebel Saghro es un área tradicional de la tribu bereber Ait Atta bereber, aunque está escasamente habitada, siendo las poblaciones más destacadas N'Kob y Tazzarine.

## Ecosistema
En esta zona biogeográfica Anti-Atlas-Sagro destacan las siguientes especies: Argania spinosa,Dracaena draco subsp. ajgal, Tetraclinis articulata, Quercus rotundifolia, Juniperus phoenicea,Juniperus thurifera, Ceratonia siliqua, Buxus balearica Stipa tenacissima y Chenopodiaceae